# Evgeni Jantsjovski
Evgeni Valev Jantsjovski (Bulgaars: Евгени Вълев Янчовски) (Tarnava, 5 september 1939) is een voormalig Bulgaars voetballer. Hij heeft gespeeld bij FC Levski Karlovo en Beroe Stara Zagora.

## Loopbaan
Jantsjovski heeft bij de selectie gezeten op het Wereldkampioenschap 1966. Hij won een zilveren medaille op de Olympische Zomerspelen in 1968.
Jantsjovski heeft voor Beroe Stara Zagora gespeeld. Hij heeft 341 wedstrijden gespeeld waarin hij heeft een 32 doelpunten gescoord.

## Erelijst
- Olympische spelen 1968 : 1968 (Zilver)
- Balkan Cup (2) : 1967-1968, 1969